# Tibau do Sul
Tibau do Sul és un municipi en l'estat de Rio Grande do Norte (Brasil), situada a la costa sud de la microregió a Potiguar Mesorregião la costa est i al Pol turístic Costa das Dunas.Està a 80 km de Natal, capital de l'estat. Segons l'IBGE té una població d'11.347 habitants.
Aquesta ciutat està situada a la costa sud de l'estat és coneguda per la bellesa natural de les seves platges. Limita amb el Senador Georgina Avelino, Ares, Goianinha, Canguaretama, Vila Flor i està banyat per l'oceà Atlàntic. Rep molts turistes degut a la Praia de Pipa.